# Vestfold Hills

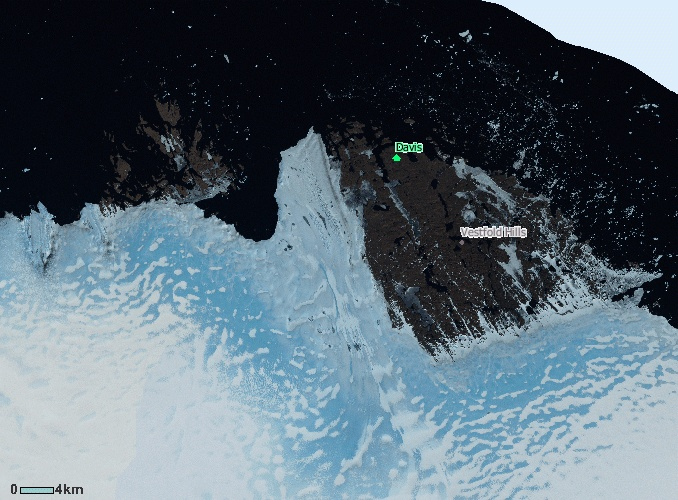
Vestfold Hills med Davis Station utmärkt.

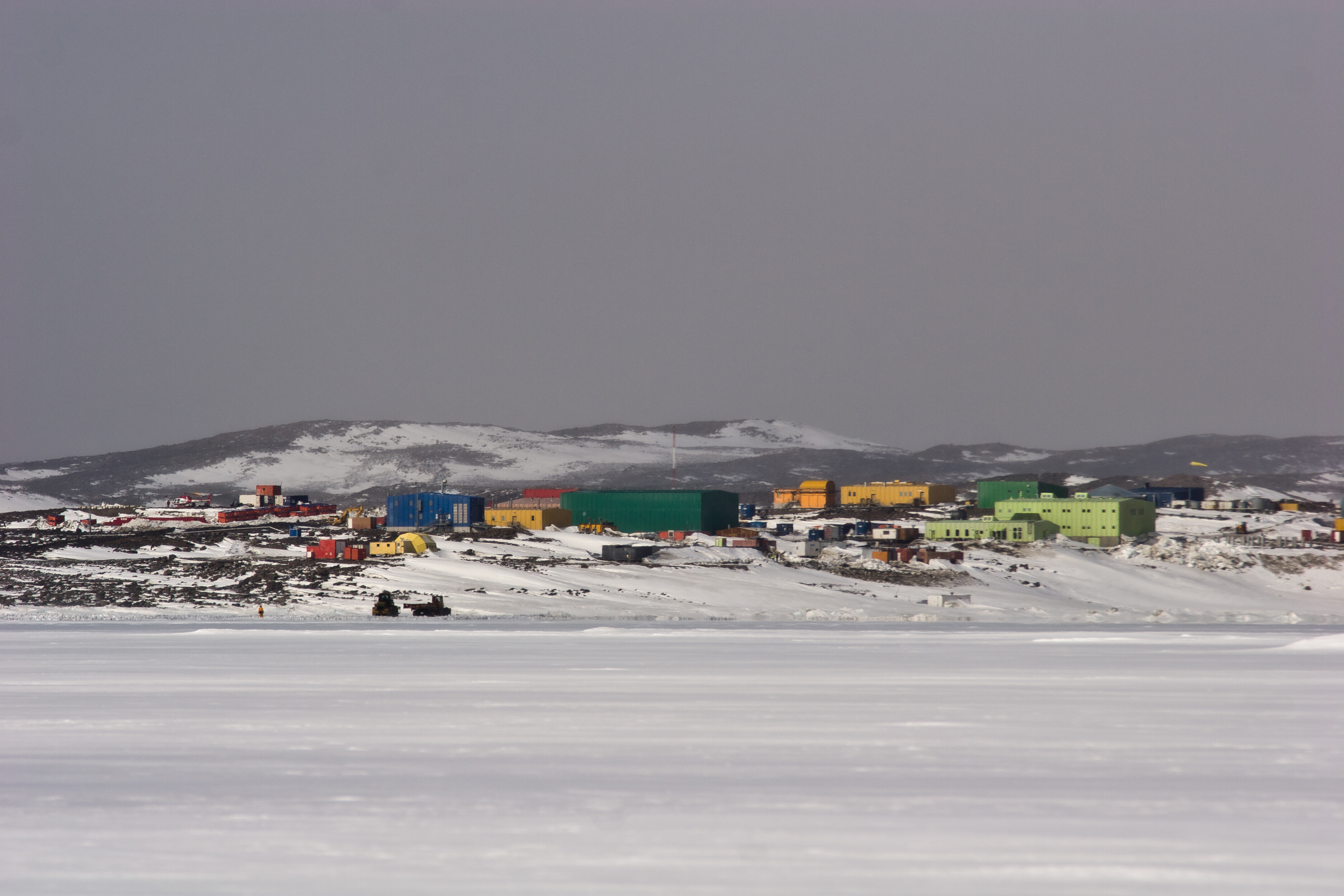
Vestfold Hills kring Davis Station.

Vestfold Hills är en antarktisk oas i östra Antarktis. Området utgörs av kullar på en höjd över havet upp till 160 meter. Australien gör anspråk på området. Området utgör platsen för den första dokumenterade landstigningen på Antarktis av en kvinna. 

## Geografi
Vestfold Hills ligger i Östantarktis vid Ingrid Christensen Coast i Princess Elizabeth land.
Området sträcker sig cirka 50 km längs viken Prydz Bay och ligger inte långt från Larsemann Hills.
Vestfoldbergen har en area på cirka 420 km² och består av tre större halvöar åtskilda av fjordar, de större är Long Fjord, Trynefjorden, Ellis Fjord och Crooked Fjord. Området har också över 300 insjöar där de största är Druzhby Lake och Crooked Lake, de flesta sjöarna är av meromiktisk karaktär. Den högsta höjden är på cirka 160 m ö.h.
Inom området ligger den australiska forskningsstationen Davis Station (68° 33' S / 77° 58' Ö).

## Historia
Vestfold Hills upptäcktes den 20 februari 1935 av norske kapten Klarius Mikkelsen då man också landsteg, vid landstigningen deltog även hustrun Caroline Mikkelsen som då blev den första kvinnan att landstiga på Antarktis. Området namngavs då "Vestfoldfjellene" efter rederiets och redaren Lars Christiansen hemfylke Vestfold. Denne genomförde en ny expedition åren 1936-1937, då området fotograferades från luften av Viggo Widerøe. Utifrån dessa bilder framställdes senare en karta.
Området utforskades från luften 1939 av Lincoln Ellsworth och åren 1946-1947 under Operation Highjump under ledning av USA:s flotta.
1947 fastslogs det nuvarande namnet av amerikanska "Advisory Committee on Antarctic Names" (US-ACAN, en enhet inom United States Geological Survey).
Davis Station invigdes i januari 1957 som Australiens andra forskningsstation i Antarktis.